# بروسليتيون

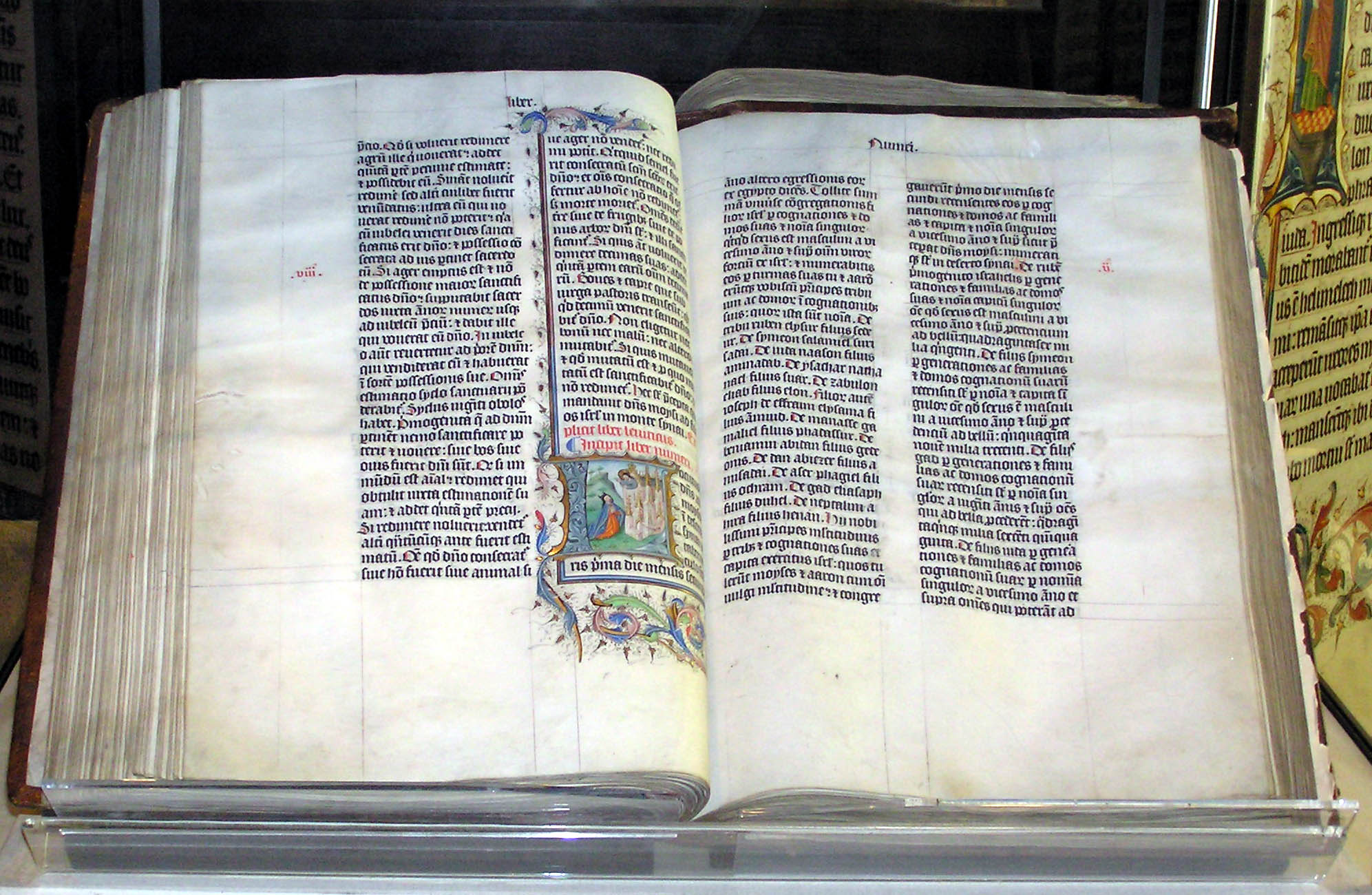
شرائع نوح السبع

بروسليتيون (باليونانية: προσήλυτος)‏ أو جيرتوشافيون (بالعبرية: גר תושב) هو الاسم الذي أطلق على معتنقي اليهودية أو الفكر اليهودي في القرن الأول الميلادي. سمحت توراة موسى للذين لا ينحدروا من نسل بني إسرائيل اعتناق اليهودية على شرط اتباعهم لعدة قوانين وطقوس. خلال القرن الأول كان هناك نوعين من البروسليتيين، الأول وهم البروسليتيون المتدينون وهم الذين يعتنقون اليهودية، وعلى الذكور من هؤلاء الاختتان وعليهم حفظ يوم السبت وعدم أكل اللحوم المحرمة مثل لحم الخنزير مدى حياتهم. هناك أيضاً البروسليتيون المؤمنين وهؤلاء ليسوا مجبرين على اتباع قوانين التوراة، لكن عليهم شرائع نوح السبع. وقد انتشر الفكر البروسليتي قديماً وخصوصاً عند العديد من اليونانيين الذين اعتنقوا اليهودية وخصوصاً ممن كانوا يتزوجون مع يهود.